# Ancistrorhynchus metteniae
Espèce
Synonymes
- Angraecum cephalotes Kraenzl.[1]
- Cephalangraecum braunii (T.Durand & Schinz) Summerh.[1]
- Cephalangraecum metteniae (Kraenzl.) Schltr.[1]
- Listrostachys braunii T.Durand & Schinz[1]
- Listrostachys metteniae Kraenzl.[1]

Ancistrorhynchus metteniae est une espèce de plantes à fleurs de la famille des Orchidaceae (les Orchidées) et du genre Ancistrorhynchus, présente dans plusieurs pays d'Afrique tropicale : Sierra Leone, Nigeria, Cameroun, île de Bioko (Guinée équatoriale), Sao Tomé-et-Principe, Gabon, République démocratique du Congo, Afrique de l'Est.

## Étymologie
Son épithète spécifique metteniae rend hommage au botaniste allemand Georg Heinrich Mettenius.